# کو نو مورونائو

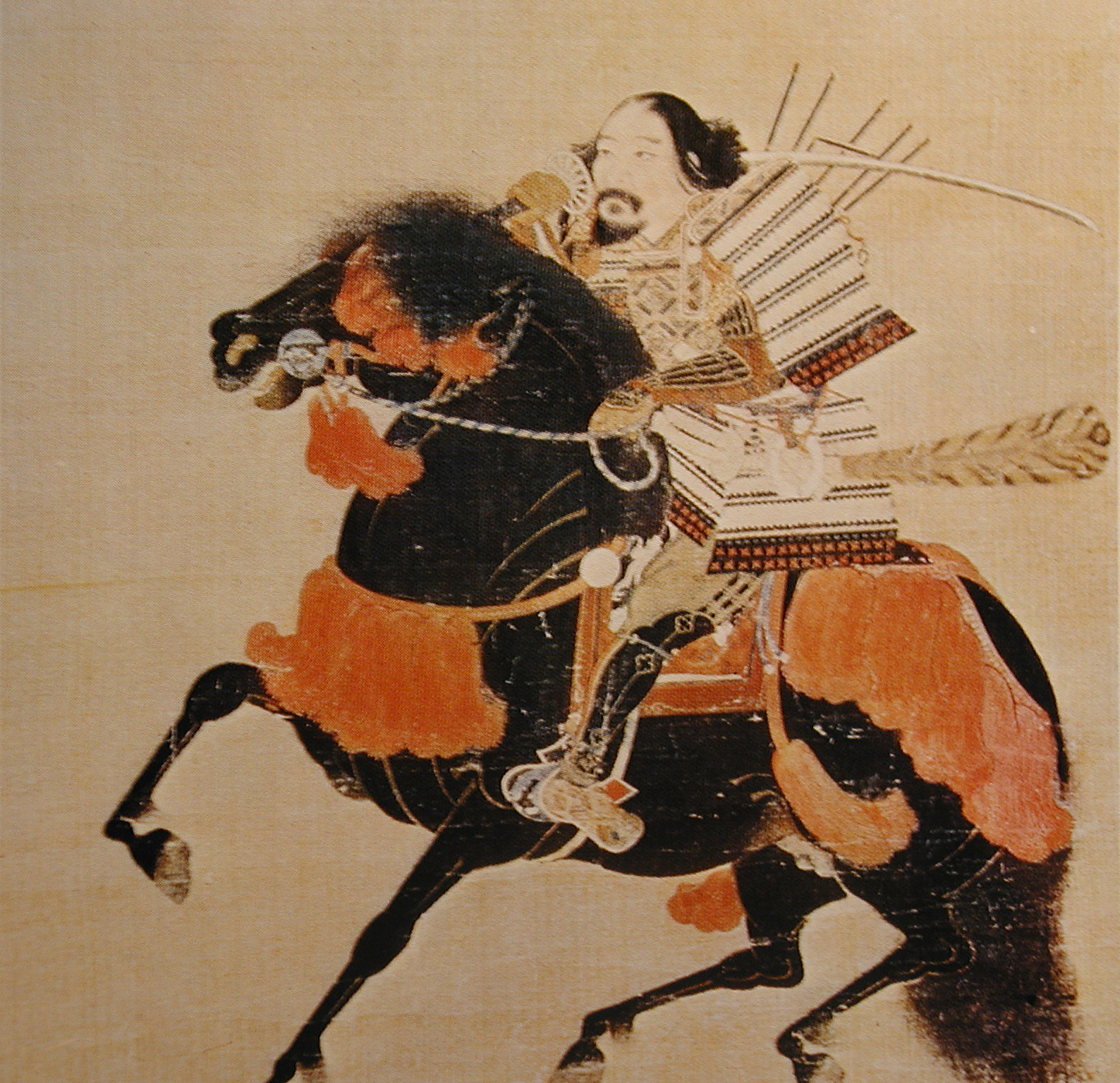
پرترهٔ نقاشی کو نو مورونائو، سامورایی اهل ژاپن

کو نو مورونائو (به ژاپنی: 高 師直 Kō no Moronao) مرگ  ۲۴ مارس ۱۳۵۱ میلادی - یک سامورایی در دوره نانبوکو–چو و اولین شخصی بود که مقام کان‌رِی (شیتسوجی) یا معاونی شوگون به او واگذار شد. او توسط آشیکاگا تاکائوجی، اولین شوگون از شوگون‌سالاری آشیکاگا به این مقام منصوب شد. برادر او کو نو مورویاسو نام داشت.

## مرگ
به دلیل سیاست‌های نوآورانه و گسترش سریع قدرت، او با آشیکاگا تادایوشی برادر کوچک‌تر شوگون و رهبر واقعی شوگون سالاری که محافظه‌کار بود درگیر شد. درگیری داخلی خاندان آشیکاگا به آشوب کاننو (۱۳۵۰–۱۳۵۲) گسترش پیدا کرد. او برای مدتی بر آشیکاگا تادایوشی غلبه پیدا کرد، اما در پایان، تادایوشی به سمت دربار جنوبی فرار کرد و قدرت نظامی خود را بازیافت. کو نو مورونائو در نبرد اوچیده‌هاما (دوره نانبوکوچو) (۱۳۵۱) شکست خورد و تسلیم شد. در  ۲۴ مارس ۱۳۵۱ میلادی، در حالی که اسکورت می‌شد، همراه با برادرش توسط اوئه‌سوگی یوشینوری و دیگران از جناح تادایوشی به قتل رسیدند.